# NGC 112
NGC 112 је спирална галаксија у сазвежђу Андромеда која се налази на NGC листи објеката дубоког неба.
Деклинација објекта је + 31° 42' 10" а ректасцензија 0h 26m 48,8s. Привидна величина (магнитуда) објекта NGC 112 износи 13,8 а фотографска магнитуда 14,5. Налази се на удаљености од 82,015 милиона парсека од Сунца. NGC 112 је још познат и под ознакама UGC 255, MCG 5-2-13, CGCG 500-21, KAZ 24, IRAS 00241+3125, PGC 1654.